# باشگاه فوتبال تنیس بروسیا برلین
باشگاه فوتبال تنیس بروسیا برلین (انگلیسی: Tennis Borussia Berlin) یک باشگاه فوتبال در وشتند، برلین، آلمان است.